# 骄傲月
LGBT骄傲月，简称骄傲月，是专门用于庆祝和纪念女同性恋、男同性恋、双性恋和跨性别者（合称LGBT）的骄傲的一个月份，通常在六月。骄傲月始于1969年石牆暴動（一系列同性恋解放运动）之后。 

## 历史

### 起源

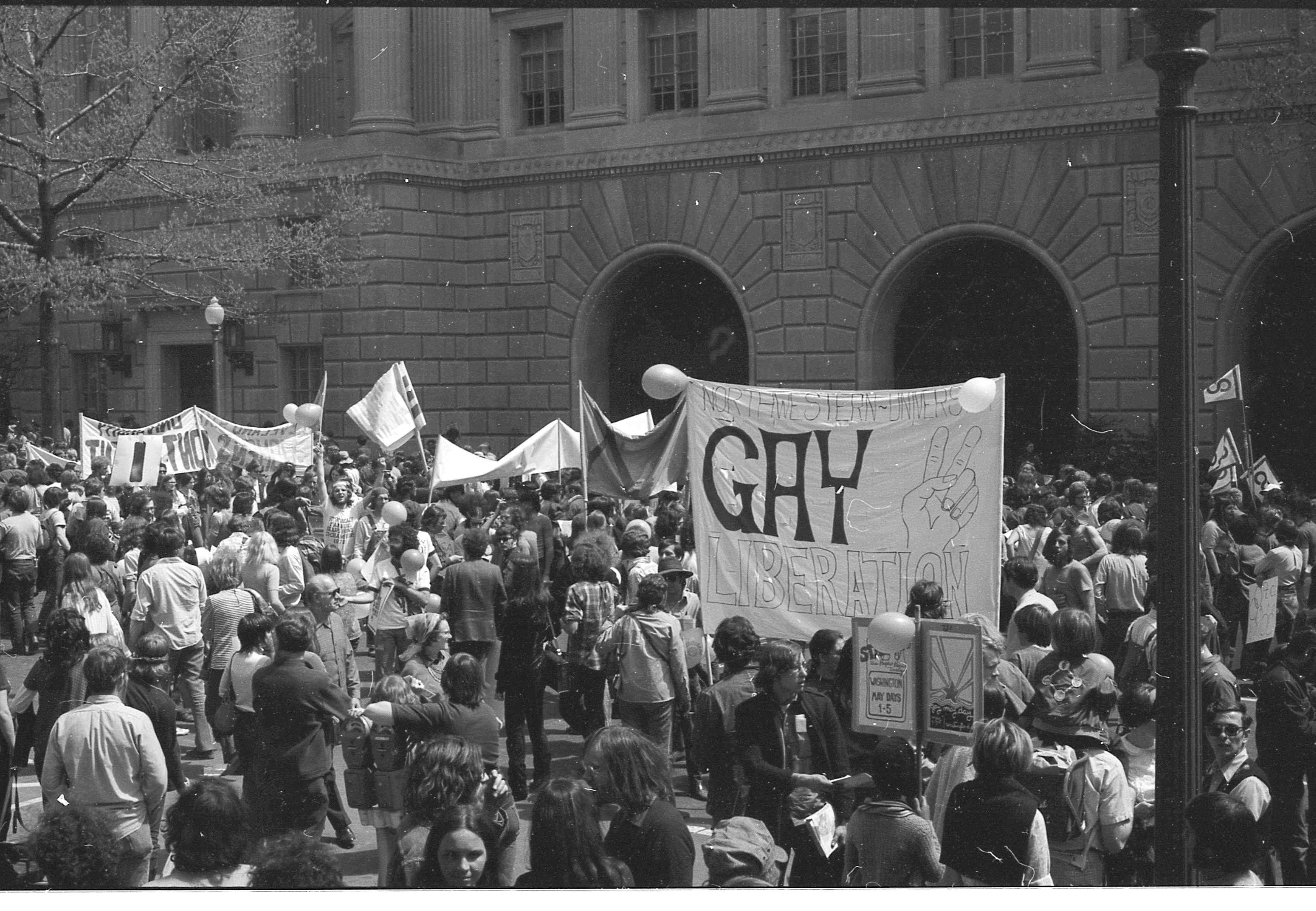
20世纪70年代的同性恋解放抗议活动

骄傲月的概念始于石牆暴動。石墙暴动是从1969年6月28日开始的几天内为争取同性恋解放而发生的一系列暴动。骚乱起因于警方突袭了美国纽约市曼哈顿下城的一家同性恋酒吧石牆酒吧。 活动人玛莎·P·约翰逊、西尔维娅·里维拉（Sylvia Rivera）和斯托梅·德拉维里（Stormé DeLarverie）被认为煽动了这场骚乱，但约翰逊否认她参与其中。 
骚乱发生后的第二年，美国几个城市举行了第一次骄傲游行。 纽约市为庆祝“克里斯托弗街解放日”而举行的游行，与美国各地举行的平行游行被认为是各地LGBT權利的分水岭时刻。 弗雷德·萨金特 (Fred Sargeant)是部分首批游行活动的组织者之一，他表示，此次游行的目的是为了纪念石墙暴动并进一步推动解放。他指出，虽然最初的游行更像是一场抗议而非庆祝活动，但它有助于让人们记住LGBT群体，以及其中可能包括个人的家人和朋友。 据悉，尽管最初的骚乱主要由跨性別女性和有色人种组成，但在早期的游行中，他们却遭到排斥或压制。

### 传播与庆祝

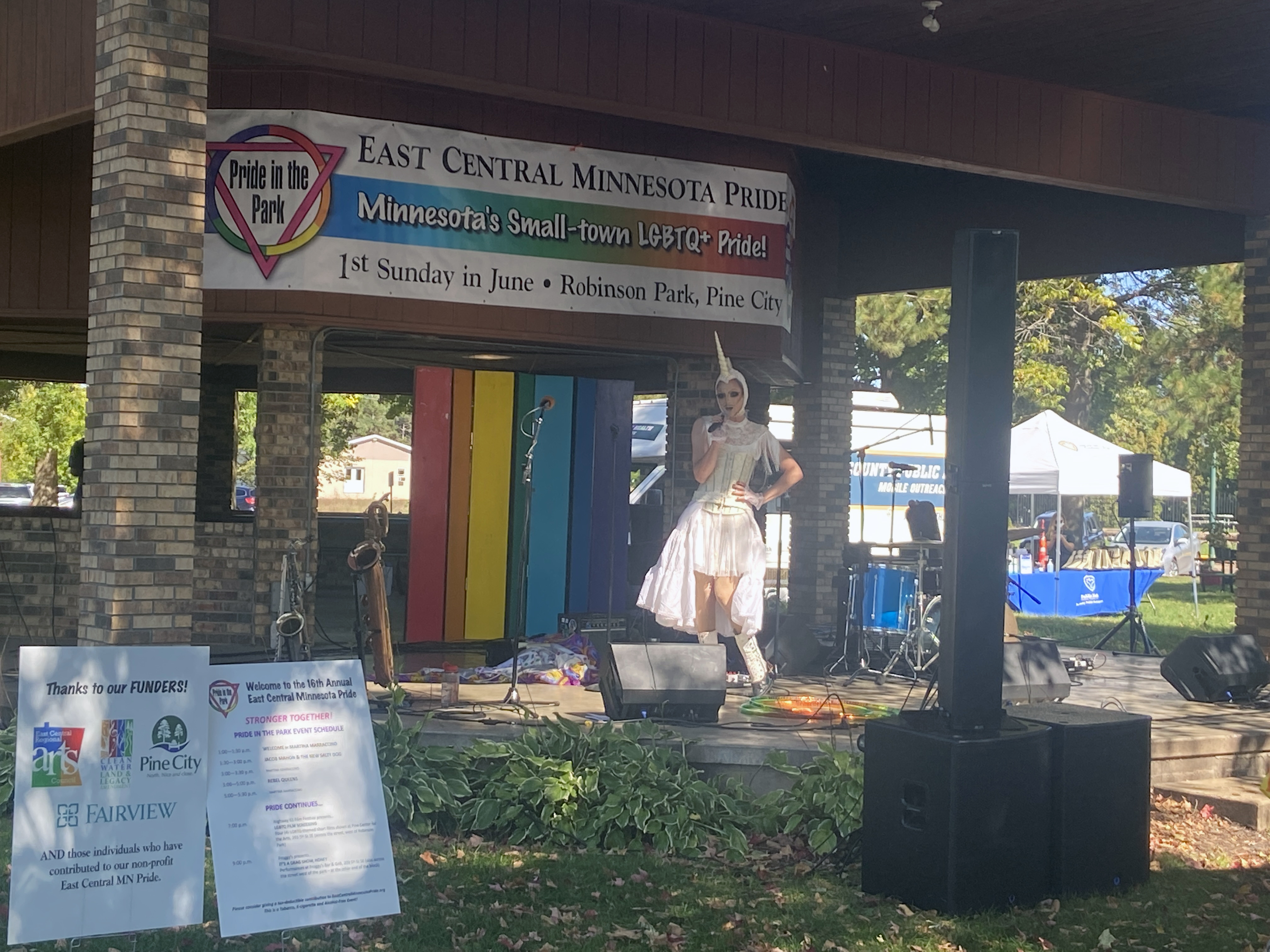
明尼苏达州派恩城等农村社区越来越多地庆祝骄傲月。

石墙暴动和第一次骄傲游行之后，LGBT 群体的数量迅速增加 ，骄傲运动在几年后蔓延至整个美国。 截至2020年，世界各地主要城市的大多数骄傲庆祝活动均在6月举行，但有些城市在其他时间举行庆祝活动，部分原因是6月的天气不适合举办此类活动。 

## 国际LGBT骄傲日

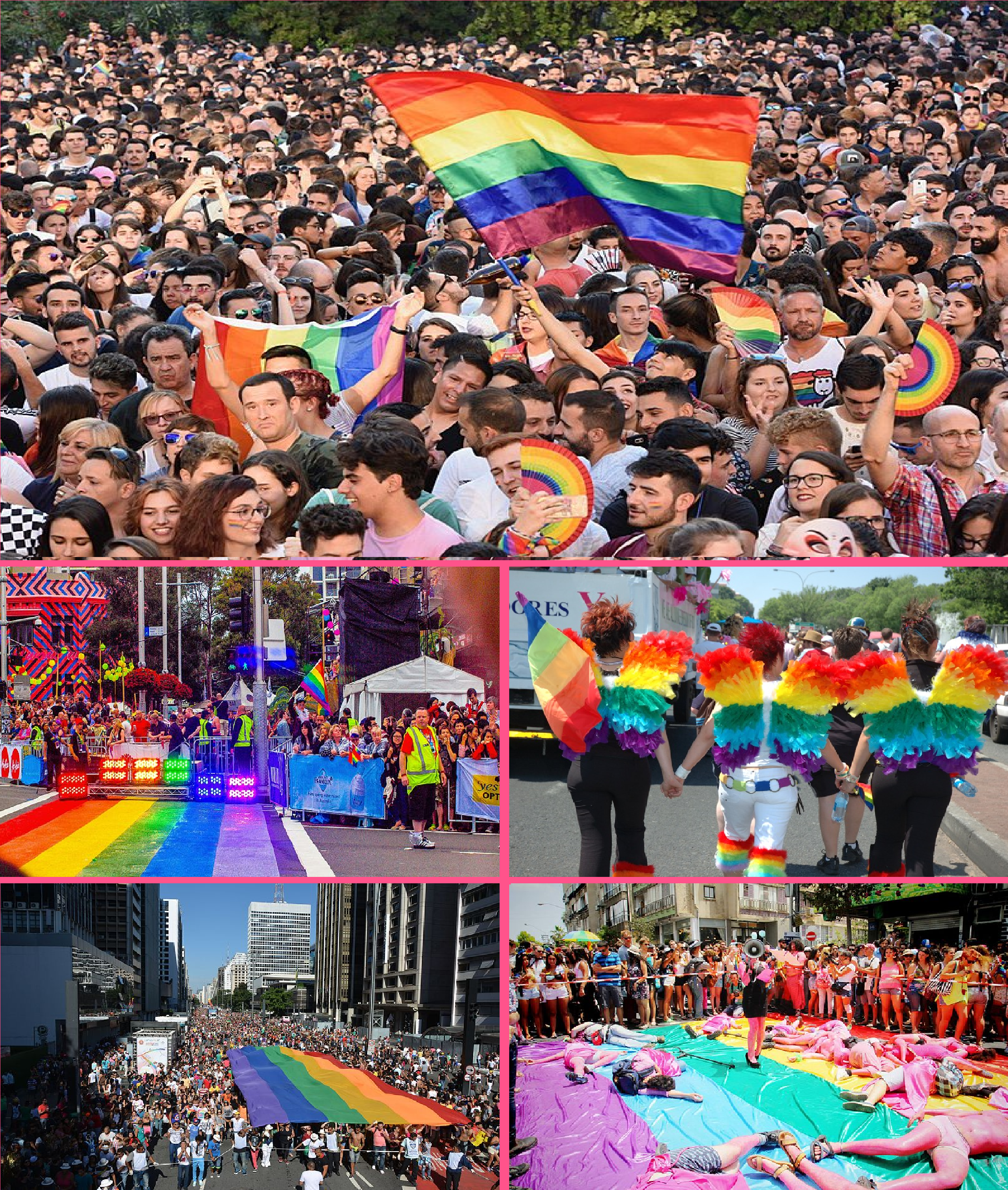
2019年，西班牙、澳大利亚、南非、巴西和以色列的骄傲庆祝活动

国际LGBT骄傲日是专门为同志骄傲而设立的一天。该活动于6月28日举行，以纪念石牆暴動周年 ，也是骄傲月的一部分。
第一个提到国际骄傲日的人可能是舊金山同志驕傲大遊行，该节日从1981年到1994年一直被命名为“女同性恋和男同性恋自由日游行”。1991年，塞尔维亚团体Arkadija在贝尔格莱德青年中心举办了有关酷儿激进主义和艺术的论坛，纪念国际骄傲日。尼加拉瓜的第一个公众骄傲节也于1991年的这一天举行，以纪念石墙暴动。塞尔维亚还在2013年至2015年期间举办了“无仇恨区”活动来纪念国际骄傲日，这些活动由同志與非同志聯盟、黑衣妇女和其他非政府组织策划。 

## 承认

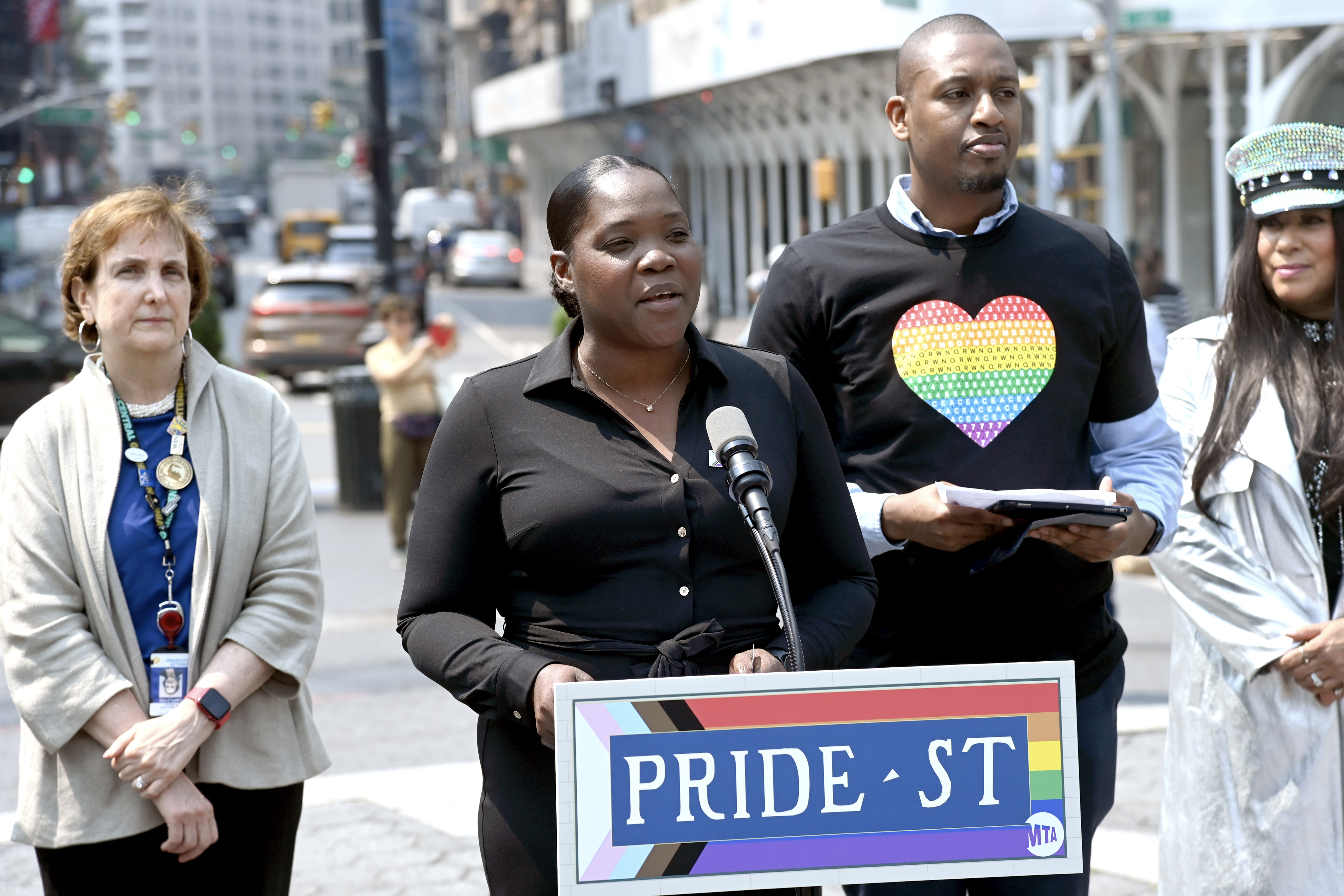
纽约市大都会运输署每年都会庆祝骄傲月

1999年6月，美国总统比尔·克林顿宣布“每年六月，美国将石墙暴动的周年纪念作为同性恋骄傲月来庆祝”。2011年，美国总统贝拉克·奥巴马将官方认可的骄傲月扩大到整个LGBT群体。  2017年，唐納·川普拒绝继续在美国联邦政府承认骄傲月，但后来他又在2019年的一条推特推文中承认，这条推文后来被用作總統公告。
2021年，乔·拜登上任美国总统后承认了骄傲月，并誓言要推动美國LGBT權益，尽管此前他在参议院投票反对同性婚姻和LGBT主题的学校教育。 
一些支持LGBTQ群体的宗教团体经常举办骄傲月庆祝活动。

## 批评

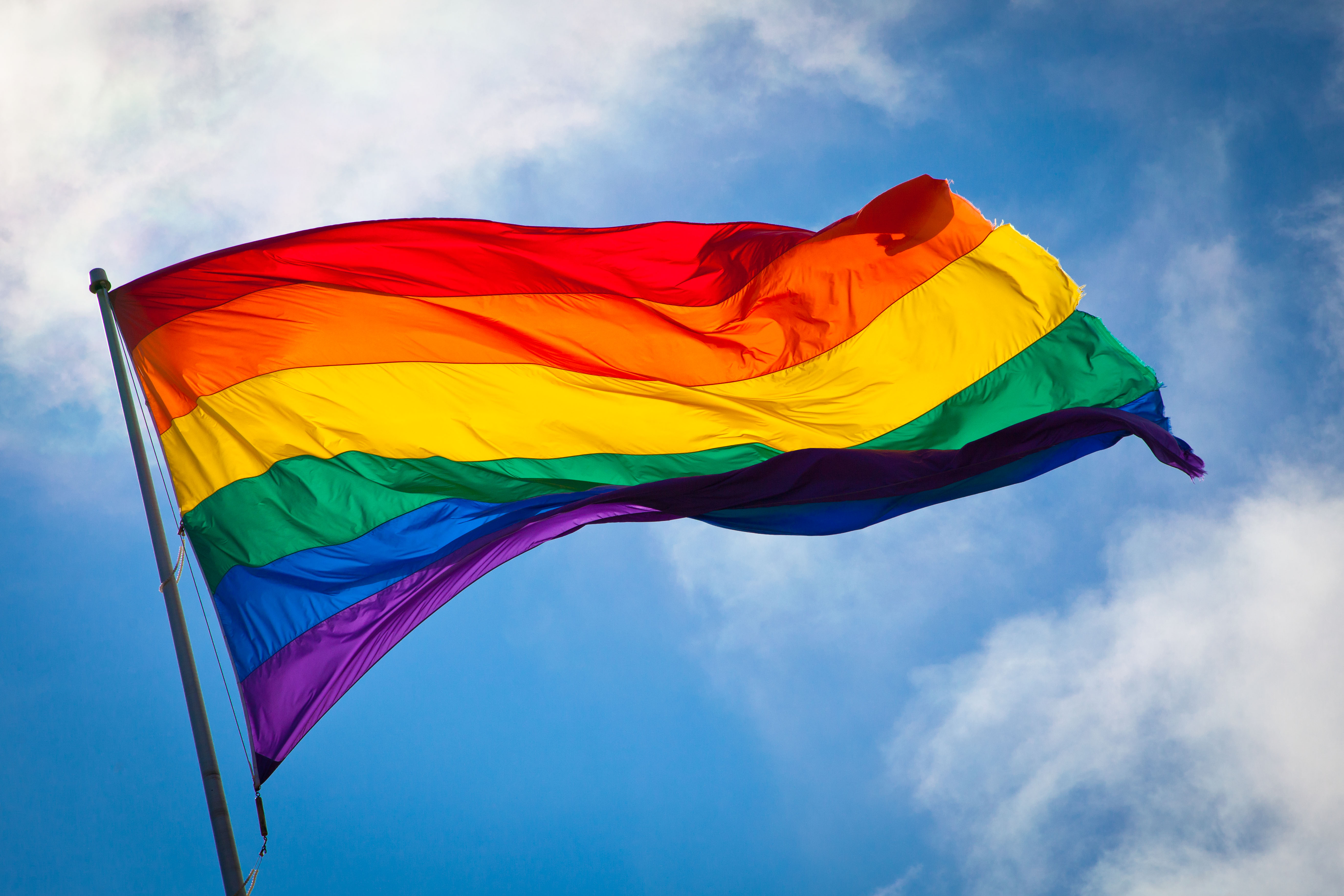
彩虹旗已成为LGBT文化的象征

一些人批评许多公司发布以骄傲月为主题的产品，将其比作懒人行动主义的概念，因为这些公司被认为利用LGBT权利话题作为盈利手段，而没有以有意义的方式为这场运动做出贡献。 另一些人则批评这些公司虚伪，他们一边社交媒体资料上出现彩虹旗，却拒绝在LGBTQ群体接受度不高的地区修改资料图片。 
一些宗教和文化团体出于意识形态原因反对骄傲月。他们认为LGBTQ+身份和关系与他们的信仰和传统相悖。这些反对意见常常导致在骄傲月期间产生紧张和冲突，因为LGBTQ+个体及其支持者坚持他们在可见性和包容性方面的权利。

## 其它举办的月份

### 新西兰
新西兰各地庆祝骄傲月的通常时间不同。奧克蘭的骄傲月是在二月庆祝的 ，而基督城和惠灵顿的骄傲月是在三月。 